# Dipterocarpus intricatus
Dipterocarpus intricatus — вид тропических деревьев из рода Диптерокарпус семейства Диптерокарповые. Распространён во Вьетнаме, Таиланде, Лаосе и Камбодже. Обычно произрастает в низменных диптерокарповых лесах (до 500 метров), но иногда поднимается на высоту до 1300 метров над уровнем моря. Невысокий диптерокарпус, дерево вырастает 15—30 метров в высоту с диаметром ствола 60—80 см. Кора серо-коричневая или тёмно-коричневая.
Охранный статус вида — EN — вымирающие виды.